# 中波放送に関する送信の標準方式
中波放送に関する送信の標準方式（ちゅうはほうそうにかんするそうしんのひょうじゅんほうしき）は、中波放送でのステレオ放送の標準方式を規定する総務省令である。

## 構成
2011年（平成23年）6月30日現在
第1条 目的
第2条 定義
第3条 搬送波の変調
第4条 ステレオホニック放送
第5条 地上基幹放送試験局に適用する規定
第6条 緊急警報信号に適用する規定
附則

## 概要
AMステレオ放送の実施にあたり、その標準方式を規定するものである。
すでに米国で採用されていた両立性直交振幅変調方式（C-QUAM、通称モトローラ方式）を採用した。
FM放送のステレオ方式を規定する超短波放送に関する送信の標準方式よりも後に制定された。

## 沿革
1992年（平成4年）- 平成4年郵政省令第4号として制定
2011年（平成23年）- 平成23年総務省令第85号により全部改正
- 放送法の全面改正により、放送は地上基幹放送に、放送試験局は地上基幹放送試験局とされた。

## 関連事項
- 中波放送
- AMステレオ放送
- 振幅変調